# Antesterión
Antesterión o antesterion (en griego antiguo: Ἀνθεστηριών, Antesterión) era el octavo mes del calendario ático en la Antigua Grecia, que para algunos autores se correspondía con nuestro mes de diciembre, aunque en general, se le asigna aproximadamente con finales de febrero y primeros de marzo. Duraba 29 días. 
Tomó este nombre, o bien de las fiestas áticas y jónicas Antesterias, o de la palabra griega anthas que significa flor, lo cual a pesar de los etimologistas, no coincide con la estación del año en que sitúan este mes.
Las Antesterias se celebraban en honor a Dioniso, durante los días 11, 12 y 13 de este mes estaban dedicadas particularmente a la memoria de los muertos, en cuyo honor se observaban muchas ceremonias lúgubres y supersticiosas, y también a la próxima primavera cuando florecerían las flores utilizadas para decorar casas, vasijas o niños.